# Ворожа
Ворожа (рус. Ворожа; лет. Voroža) руско-летонска је река. Протиче преко територије Палкинског рејона на крајњем западу Псковске области. Лева је притока реке Вјаде (притоке Великаје), те део басена реке Нарве, односно Финског залива Балтичког мора. Целом дужином свога тока протиче преко Псковске низије.
У Вјаду се улива на њеном 28 километру узводно од ушћа, као њена лева притока. Укупна дужина водотока је 55 km (од тога преко летонске територије 15 km), а површина сливног подручја око 184 km² (у Летонији 36 km²).